# Adxenetus
Adxenetus is een geslacht van wantsen uit de familie van de Miridae (blindwantsen). Het geslacht werd voor het eerst wetenschappelijk beschreven door José Cândido de Melo Carvalho en Paulo Sérgio Fiuza Ferreira in 1973.

## Soorten
Het genus bevat de volgende soorten:

- Adxenetus falloui (Poppius, 1921)
- Adxenetus matogrossensis Carvalho, 1988
- Adxenetus minensis Carvalho & Ferreira, 1973
- Adxenetus nordestinus Carvalho & Ferreira, 1973
- Adxenetus petiolatus (Stal, 1860)